# 王錫侯 (乾隆舉人)
王錫侯（1713年—1777年）。江西省新昌縣棠浦鎮沐溪村人，清朝文學家。因“字贯案”文字獄，遭乾隆帝所斬。

## 生平
出生于康熙五十二年（1713年），后與兄長王景云共同啟蒙。為求功名，自鎖於王氏祠堂小房，日以繼夜苦讀不出。家人從檻下小洞送進三餐。
二十四岁才补博士弟子，1750年，三十八歲中舉人。孟森在“字贯案”说王锡侯“盖亦一头巾气极重之腐儒”，“乡里小儒气象”。以十七年光陰自編《字貫》一書，分天文、地理、人事、物類四大類，共四十卷。此書針對《康熙字典》收字太多，“然而穿貫之難”等缺失，加以補強，并称“字犹散钱，义以贯之，贯非有加于钱，钱实不妨用贯，因名之曰《字贯》”。
乾隆四十二年（1777年）為一個仇家王瀧南向江西巡撫海成舉發，又诬陷说，王锡侯有40里花园，10里鱼塘。乾隆帝以“罪不容誅，即應照大逆律問擬”，抄家時僅獲七十多兩銀子。《字貫》凡例寫入康熙帝、雍正帝、乾隆帝之名諱（玄燁、胤禛、弘曆），僅缺筆避諱沒有改字法、空字法而已，被乾隆帝指为大不敬。王錫侯被監送京城問斬，子孫七人都被判斬，其他人“充发黑龙江，与披甲人为奴”。胡思敬的《盐乘》说：“被诛时情状甚惨”。原來江西巡撫海成上奏时建议革去王锡侯“举人”头衔，乾隆帝在刑法方式上宽恕王锡侯，免其凌迟，处以斩首。宽恕其亲属，其诸子留待秋季大刑期间执行死刑。其余诸项以律执行。江西布政使周克开、按察使冯廷丞也因为看过《字贯》一书，未指出悖逆之處，遭到部議降調外任。